# Pouilly-les-Nonains
Pouilly-les-Nonains är en kommun i departementet Loire i regionen Auvergne-Rhône-Alpes i centrala Frankrike. Kommunen ligger i kantonen Roanne-Sud som tillhör arrondissementet Roanne. År 2022 hade Pouilly-les-Nonains 2 165 invånare.

## Befolkningsutveckling
Antalet invånare i kommunen Pouilly-les-Nonains
| Referens: INSEE |